# النظريات الاجتماعية البيولوجية عن الاغتصاب

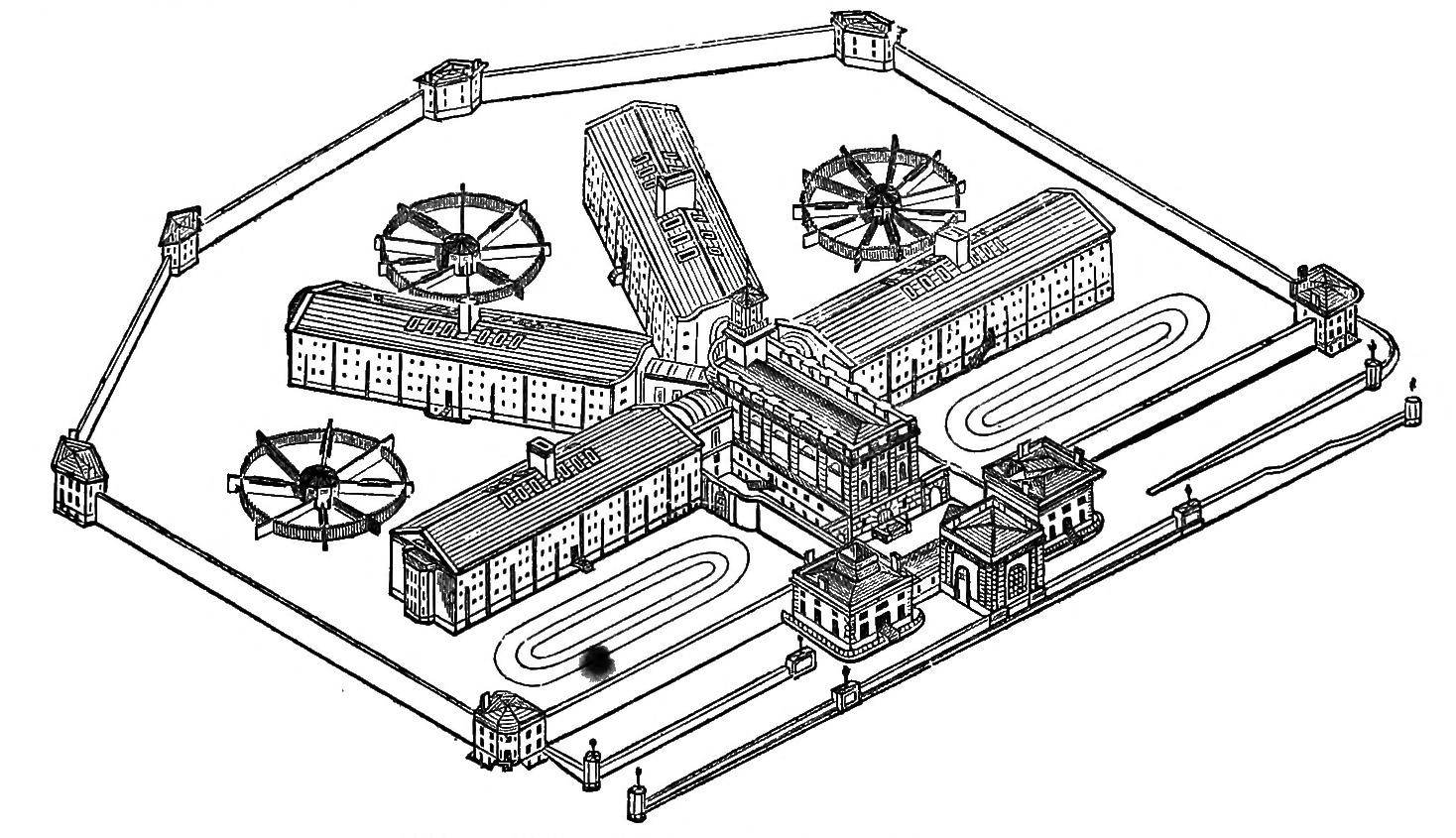

تبحث النظريَّات الاجتماعيَّة البيولوجيَّة عن الاغتصاب كيف يؤثِّر التكيُّف التطوُّري على الحالة النفسيَّة للمغتصبين، تعتبر هذه النظريَّات مثيرة للجدل لحدٍ كبير لأنَّ النظريَّات التقليديَّة لا تعتبر الاغتصاب بمثابة تكيُّف سلوكي للبشر، بالإضافة لذلك هناك الكثير من الاعتراضات الأخلاقيَّة والدينيَّة والسياسيَّة والعلميَّة عليها، فيما يجادل آخرون بأنَّ المعرفة الصحيحة بأسباب الاغتصاب ضروريَّة لوضع تدابير وقائيَّة فعَّالة للحد منه.

## التاريخ الطبيعي للاغتصاب
إنَّ الفكرة التي تقول بأنَّ الاغتصاب قد تطوَّر نتيجة بعض الظروف كتكيُّف سلوكي على أساس جيني تمَّ طرحها لأول مرَّة من قبل العالمين راندي ثورنهيل وكريغ بالمر في كتابهما «التاريخ الطبيعي للاغتصاب» المنشور عام 2000.

## الإكراه الجنسي عند الحيوانات
لُوحظت العديد من السلوكيات الجنسيَّة عند الحيوانات التي تشبه الاغتصاب عند الجنس البشري، بما في ذلك البط والإوز والدلافين والشمبانزي، أمَّا حيوانات إنسان الغاب «أقرباء البشر» فقد تصل نسبة عمليَّات الإكراه الجنسي لديها إلى نصف حالات التزاوج تقريباً ، عموماً لا تعتبر هذه السلوكيَّات الجنسيَّة عند الحيوانات مثيرة للجدل ولكنَّ المثير للجدل هو كيفيَّة تفسيرها وإمكانيَّة توسيع هذا التفسير ليشمل البشر أيضاً.

## الاغتصاب عند البشر
من المفترض أنَّ الاغتصاب عند البشر يشبه سلوكيَّات مماثلة عند الحيوانات الأخرى، ويبدو أنَّ الاغتصاب عند البشر ليس انحرافاً أو شذوذاً وإنَّما استراتيجيَّة بديلة لتعزيز الاستمرار الجيني للفرد، والتي من المُرجَّح أنَّ الخاسرين يعتمدونها خلال الصراع التنافسي للحصول على الإناث، فإذا كانت وسائل الوصول إلى الجنس الشرعي والموافق عليه من قبل الأنثى غير متوفِّرة عندئذٍ قد يواجه الذكر الخيار بين الاغتصاب أو انقراض جيناته، يقول ثورنهيل وبالمر في كتابهما: «يمكن للرجل أن يكون لديه الكثير من الأطفال دون جهدٍ كبير، أمَّا المرأة فلا تحصل إلا على عددٍ قليل من الأطفال وبعد جهدٍ كبير، ولذلك من الطبيعي أن تكون الإناث أكثر انتقائيَّة بالنسبة للشركاء، وهكذا يُنظر للاغتصاب على أنَّه استراتيجيَّة مُحتملة للذكور لتحقيق النجاح الإنجابي، ومن العوامل التي قد تؤكِّد ذلك أنَّ الاغتصاب يكون أشيع في سنوات النشاط التناسلي للإناث» سنوات الحمل الأكثر احتمالاً«، بالإضافة لذلك وفي العديد من الثقافات حول العالم يُنظر للاغتصاب كجريمة ضدَّ زوج الضحيَّة».
من جهته يقول العالم إدوارد هاغن في كتابه «علم النفس التطوُّري» الصادر عام 2002 إنَّه يعتقد أنَّه لا يوجد دليل واضح على فرضيَّة أنَّ الاغتصاب هو تكيُّف تطوُّري، وبرغم عدم وجود أدلَّة كافية للتأكد من صحة هذه الفرضيَّة بطريقة أو بأخرى ولكنَّه يُشجِّع البحث عن هكذا أدلَّة، لأنَّه إذا كان لدى ذكور البشر تكيُّفات نفسيَّة للاغتصاب فيجب إثبات ذلك عن طريق الدراسات الدقيقة التي تبحث في مثل هذه التخصُّصات، وعدم البحث عن مثل هذه الأدلَّة هو بمثابة عدم البحث عن مشتبه به في قضية جنائيَّة، ويصف إدوارد هاغن بعض الحالات التي قد تتجاوز فيها المكاسب الإنجابيَّة الناجمة عن الاغتصاب للتكاليف والعواقب المُحتملة ومنها مثلاً:
من جهتها توضِّح الدراسة التي نشرها ماكيبين وزملاؤه عام 2008 أنَّ هناك أنواع مختلفة من المغتصبين واستراتيجيَّات الاغتصاب، منها مثلاً الاغتصاب من قبل الرجال المحرومين الذين لا يستطيعون ممارسة الجنس بطريقة شرعيَّة، ومنها الاغتصاب الانتهازي الذي يقوم به الرجال الذين يتحوَّلون بين الجنس القسري والجنس بالتراضي تبعاً للظروف، ومنها الاغتصاب من قبل المرضى النفسيِّين أو المختلِّين عقلياً، ومنها أيضاً اغتصاب الشريك الذي يقوم به رجال يشكُّون بأنَّ الأنثى الشريكة لهم قامت بممارسة الجنس مع رجلٍ آخر، على كلِّ حال هناك درجات متفاوتة من التجارب التي تدعم وجود كلَّ هذه الأنواع من الاغتصاب، وبشكلٍ أكثر دقَّة يذكر الباحثون أنَّ ما لا يقلُّ عن ثلث الذكور يعترفون بأنَّهم سيقومون بالاغتصاب في ظلِّ ظروفٍ محدَّدة، ووجدت استطلاعات رأي أخرى أنَّ أغلب الرجال لديهم خيالات جنسيَّة عن ممارسات جنسيَّة قسريَّة، وتخلص هذه الدراسات إلى أنَّ الاغتصاب هو استراتيجيَّة مشروطة بالظروف وقد يقوم بها أي إنسان.

### دفاعات المرأة ضدَّ الاغتصاب
هناك العديد من الاستراتيجيَّات أو الدفاعات لتجنُّب الاغتصاب، أهمُّها تفضيل المرأة للشريك الذي قد يكون بمثابة حارس شخصي ضدَّ الرجال الآخرين، مثل الرجال المُسيطرين اجتماعيَّاً وجسديَّاً «على الرغم من أنَّه قد يكون هناك أيضاً أسباب تطوُّريَّة أخرى لمثل هذا التفضيل»، بعض الدراسات وجدت أيضاً أنَّ المرأة خلال المرحلة الخصبة من الدورة الشهريَّة «فترة الإباضة» تقوم بسلوكيات حماية أقل من الاغتصاب، رغم أنَّ حساسيَّة السلوكيَّات الجنسيَّة الذكوريَّة القسريَّة تزيد خلال فترة الإباضة، من ناحية أخرى وجدت دراسة أخرى أجريت في عام 2003 أنَّ تواتر حدوث الحمل جرَّاء الاغتصاب أكبر بكثير من الحمل في الجماع غير القسري، هذه الدراسة تحديداً تدعم الفرضيَّة القائلة بأنَّ المغتصبين الذكور يستهدفون النساء في فترات الإباضة بسبب إظهار النساء لمؤشِّرات بيولوجيَّة للخصوبة.

### مغالطة طبيعيَّة
في كتابهما يقول ثورنهيل وبالمر: «يُنظر للاغتصاب على أنَّه ظاهرة طبيعيَّة وبيولوجيَّة ناتجة عن التطوُّر البشري»، ويضيفون أيضاَّ إنَّ تصنيف سلوك ما على أنَّه بيولوجي أو طبيعي لا يعني بحالٍ من الأحوال أنَّ هذا السلوك مُبرَّر أو حتمي.
إنَّ مصطلح البيولوجيا يشير إلى شيءٍ يتعلَّق بالحياة ويستخدم لوصف السلوك أو الصفات البشريَّة، ولكنَّ القول بأنَّ كلَّ ما هو بيولوجي صحيح أو جيد يؤدي إلى الوقوع فيما يسمى «المغالطة الطبيعيَّة» بحسب عدد من النقُّاد بما فيهم ثورنهيل وبالمر، ويستخدم هؤلاء النقَّاد عدداً من المقارنات لتوضيح ذلك، فالكوارث الطبيعيَّة مثل الأوبئة والأعاصير وغيرها هي «طبيعيَّة» ولكنَّها ليست جيَّدة، وعلينا أن نتَّخذ تدابير وإجراءات للوقاية منها أو منعها، وهكذا فإنَّ المعرفة الجيَّدة بأسباب الاغتصاب والأفعال التطوُّريَّة المتعلِّقة به ضروريَّة من أجل تطوير تدابير وقائيَّة فعَّالة، من جهته يجادل عالم النفس التطوُّري مكيبين بأنَّ الادعاء بأنَّ النظريَّات التطوُّرية تبرِّر الاغتصاب هو مغالطة تشبه مغالطة اتِّهام العلماء الذين يقومون بأبحاث حول أسباب السرطان بأنَّهم يُبرِّرون السرطان، والحقيقة أنَّ فهم أسباب السرطان قد تساعد على وضع تدابير وقائيَّة له، والحال عينه بالنسبة للاغتصاب
، أمَّا الدراسة التي نشرها ويلسون وزملاؤه عام 2003 فتؤكِّد على أنَّ علماء النفس التطوري مثل ثورنهيل وبالمر يستخدمون المغالطة الطبيعيَّة بشكلٍ غير ملائم لإحباط النقاش الشرعي حول الآثار الأخلاقيَّة لنظريَّاتهم، إنَّ المغالطة الطبيعيَّة تتمثَّل في استنتاج مبادئ أخلاقيَّة مُعيَّنة مثل «الاغتصاب جيِّد» من عبارات صحيحة «الاغتصاب أمر طبيعي أو بيولوجي»، ويشير ويلسون أيضاً إلى أنَّ الجمع بين ما هو أخلاقي وما هو واقعي أو طبيعي لاستنتاج الأمر الأخلاقي هو التفكير الأخلاقي المعياري وليس مغالطة طبيعيَّة، لأنَّ الحكم على ما هو أخلاقي لا يُستنبط من البيان الواقعي.

### منع الاغتصاب
يشير ثورنهيل وبالمر في كتابهما إلى عدد من الاستراتيجيَّات المُمكنة لمنع الاغتصاب، أحدها تقديم المشورة والنصح للذكور بأنَّهم قد يُسيئون قراءة الدعوة الجنسيَّة من الأنثى، وبأنَّ الاغتصاب يكون أحياناً ناجماً عن الرغبة في الهيمنة والسيطرة ولا علاقة له بالرغبة الجنسيَّة، ومن الأمثلة على ذلك الادعاء بأنَّ طريقة ارتداء المرأة للثياب لن تزيد خطر الاغتصاب، أو أنَّ الحريَّة الاجتماعيَّة والاختلاط بين الجنسين خلق بيئة أزالت العديد من الضوابط المجتمعيَّة السابقة ضدَّ الاغتصاب.

## انتقادات
صدر في عام 2003 كتاب «التطور، الجنس، الاغتصاب» رداً على كتاب «التاريخ الطبيعي للاغتصاب»، يجمع الكتاب آنف الذكر آراء 28 عالماً يعارضون النظريَّات الاجتماعيَّة البيولوجيَّة للاغتصاب.
ينتقد مايكل كيميل وهو أحد المساهمين الرئيسيِّين في الكتاب حجَّة ثورنهيل وبالمر بأنَّ ضحايا الاغتصاب الإناث يكونون عادةً شاباتٍ جذَّاباتٍ جنسيَّاً، بدلاً من الأطفال أو النساء المُسنَّات، على عكس ما كان متوقَّعاً إذا اختار المغتصبون الضحايا على أساس عدم القدرة على المقاومة، بدلاً من ذلك يقول كيميل إنَّ النساء الأصغر الأكثر سنَّاً هنَّ أقل احتمالاً للزواج ومن المُرجَّح أن يخرجن في مواعيد مع الرجال وبالتالي قد يتعرَّضن للاغتصاب بسبب الفرص الناشئة عن التعرُّض الاجتماعي والحالة الاجتماعيَّة [10]، ولكنَّ بالمر وثورنهيل ردَّاً على هذه الانتقادات في مقالة نشرت في مجلِّة علم النفس التطوُّري.
وانتقد سميث وآخرون في دراسة نُشرت في عام 2001، فرضيَّة ثورنهيل وبالمر القائلة بأنَّ الاستعداد للقيام بالاغتصاب في ظلِّ ظروف معيَّنة هو تكيُّف نفسي تطوُّري، وانتقد هاملتون (2008) تعريف ثورنهيل وبالمر للاغتصاب باعتباره «الاختراق المهبلي للنساء في سنِّ الإنجاب» لأنَّه يستبعد اغتصاب الذكور، واغتصاب النساء خارج نطاق سن الإنجاب، والأشكال غير المهبليَّة للاغتصاب، فهذا التعريف بشكلٍ عام يؤكِّد أنَّ الاغتصاب هو استراتيجيَّة إنجابيَّة مُتطوُّرة وليست جريمة عنف، وقد جادل هاملتون بأنَّ علم النفس التطوُّري يفشل في تفسير الاغتصاب بشكلٍ صحيح.